# Acyphas fusca
Acyphas fusca är en fjärilsart som beskrevs av Walker 1855. Acyphas fusca ingår i släktet Acyphas och familjen tofsspinnare. Inga underarter finns listade i Catalogue of Life.